# 핀란드 여자 아이스하키 국가대표팀
핀란드 여자 아이스하키 국가대표팀(핀란드어: Suomen naisten jääkiekkomaajoukkue, 스웨덴어: Finlands damlandslag i ishockey)은 핀란드를 대표하는 여자 아이스하키 국가대표팀이다. 올림픽에서 동메달 4개를 획득했고 세계 여자 선수권 대회에서 준우승 1회 달성했다.

## 대회 기록

### 올림픽
- 1998년 : 동메달
- 2002년 : 4위
- 2006년 : 4위
- 2010년 : 동메달
- 2014년 : 5위
- 2018년 : 동메달
- 2022년 : 동메달